# Canton de Terrasson-Lavilledieu
Le canton de Terrasson-Lavilledieu est une circonscription électorale française, située dans le département de la Dordogne, en région Nouvelle-Aquitaine.
Avant 2015, c'était une division administrative.

## Historique
- Le canton de Terrasson est l'un des cantons de la Dordogne créés en 1790, en même temps que les autres cantons français. Il a d'abord été rattaché au district de Montignac avant de faire partie de l'arrondissement de Sarlat, renommé en arrondissement de Sarlat-la-Canéda en 1965. En 1963, du fait de la fusion des communes de Lavilledieu et de Terrasson, il devient le canton de Terrasson-la-Villedieu, corrigé en 1997 en canton de Terrasson-Lavilledieu[2].
- De 1833 à 1848, les cantons de Salignac et de Terrasson avaient le même conseiller général. Le nombre de conseillers généraux était limité à 30 par département[3].

### Redécoupage cantonal de 2014-2015
Par décret du 21 février 2014, le nombre de cantons du département est divisé par deux, avec mise en application aux prochaines élections départementales prévues en mars 2015. Le canton de Terrasson-Lavilledieu est conservé et s'agrandit. Il passe de 16 à 28 communes. Son bureau centralisateur est à Terrasson-Lavilledieu.

## Géographie
Ce canton est organisé autour de Terrasson-Lavilledieu dans l'arrondissement de Sarlat-la-Canéda. Son altitude varie de 60 m (Calviac-en-Périgord, Carsac-Aillac Sainte-Mondane et Veyrignac) à 357 m (Grèzes).

## Représentation

### Conseillers généraux de 1833 à 2015
Avant 1833, les conseillers généraux étaient désignés, et ne représentaient pas un canton déterminé.
| Période | Période      | Identité                                         | Étiquette                | Qualité |
| ------- | ------------ | ------------------------------------------------ | ------------------------ | --- |
| 1833    | 1864 (décès) | Louis Auguste Dupont de Bosredon                 |                          | Propriétaire du château de la Fauconnie Maire de Chavagnac                                                             |
| 1864    | 1883         | Philippe de Bosredon du Pont (fils du précédent) | Droite                   | Conseiller d'État Secrétaire général du ministère de l'Intérieur Maire de Chavagnac                                    |
| 1883    | 1889         | Georges Fonbelle-Labrousse                       | Républicain              | Notaire, propriétaire à La Bachellerie Maire de Terrasson Député (1885-1889)                                           |
| 1889    | 1917 (décès) | Arnaud Denoix                                    | Républicain Progressiste | Médecin Maire de Peyrignac puis de La Bachellerie, conseiller d'arrondissement Député (1891-1896) Sénateur (1896-1917) |
| 1919    | 1931         | Marcel Michel                                    | PRS                      | Instituteur Sénateur (1928-1945) Maire de La Bachellerie                                                               |
| 1931    | 1940         | Paul Lableynie                                   | Rad.                     | Propriétaire Maire de Terrasson                                                                                        |
|         |              | Pas de conseillers généraux de 1940 à 1945       |                          | |
| 1942    | 1945         | Gaston Puyaubert                                 |                          | Médecin Maire de Terrasson Nommé conseiller départemental en 1942                                                      |
|         |              |                                                  |                          | |
| 1945    | 1951         | Jean Rouby                                       | SFIO                     | Industriel, ancien résistant, maire de Terrasson                                                                       |
| 1951    | 1958         | Georges Labarthe                                 | Rad.-RGR                 | Adjoint au maire de Terrasson                                                                                          |
| 1958    | 1982         | Jean Rouby                                       | SFIO puis PS             | Maire de Terrasson (1953-1977) Suppléant du député Robert Lacoste (1962-1968)                                          |
| 1982    | 1988         | Edgard Bardagué                                  | PCF                      | Maire de Terrasson-la-Villedieu (1983-1989)                                                                            |
| 1988    | 2001         | Jean-Paul Gardet                                 | RPR                      | Artisan ébéniste d'art Maire du Lardin-Saint-Lazare (1980-2010)                                                        |
| 2001    | 2015         | Serge Eymard                                     | PS                       | Enseignant - Maire de La Feuillade (1986-2020)                                                                         |

### Conseillers d'arrondissement (de 1833 à 1940)
| Période                                  | Période      | Identité                          | Étiquette                | Qualité |
| ---------------------------------------- | ------------ | --------------------------------- | ------------------------ | --- |
| Les données manquantes sont à compléter. |              |                                   |                          | |
| 1833                                     | 1848         | Guilhaume Mathieu Bouquier        |                          | Suppléant de la justice de paix à Terrasson                                                                 |
| 1848                                     |              | M. Dubois-Lagrave                 |                          | |
|                                          |              |                                   |                          | |
| 1855                                     | 1861         | Jacques Antoine Charles Passemard |                          | Juge de paix à Terrasson                                                                                    |
| 1861                                     | 1880         | Amédée Beaudenon de Lamaze        |                          | Notaire à Terrasson                                                                                         |
| 1880                                     | 1886         | Arnaud Denoix                     | Républicain Progressiste | Médecin, maire de Peyrignac                                                                                 |
| 1886                                     | 1892         | Georges Passemard                 | Bonapartiste             | Avocat, propriétaire au Jarry, La Bachellerie                                                               |
| 1892                                     | 1897 (décès) | Auguste Buisson                   | Républicain              | Avocat, docteur en droit, maire de Terrasson                                                                |
| 1897                                     | 1904         | Pierre Charles Feytaud            | Républicain              | Médecin, adjoint au maire, puis maire (1903-1909) de Terrasson                                              |
| 1904                                     | 1910         | Noël David                        |                          | Notaire à Terrasson                                                                                         |
| 1910                                     | 1919         | Jean Michel                       | Républicain              | Maire de Bersac                                                                                             |
| 1919                                     | 1922         | Louis Pinçon                      | Républicain              | Receveur des postes, maire de Terrasson                                                                     |
| 1922                                     | 1928         | Henri Marty                       | Radical                  | Maire de Terrasson                                                                                          |
| 1928                                     | 1940         | Henri Joffre                      | Radical                  | Agriculteur, maire de La Cassagne                                                                           |
| 1940                                     |              |                                   |                          | Les conseils d'arrondissement ont été suspendus par la loi du 12 octobre 1940 et n'ont jamais été réactivés |

Sources : "Annuaires et calendriers 1789-1842 " sur le site des archives départementales de la Dordogne. https://archives.dordogne.fr/r/72/fonds-imprimes/annuaires-et-calendriers?arko_default_6076b1c79b335--ficheFocus=

### Conseillers départementaux à partir de 2015
| Période élective | Période élective | Mandat | Mandat   | Identité       | Nuance | Nuance | Qualité |
| ---------------- | ---------------- | ------ | -------- | -------------- | ------ | ------ | --- |
| 2015             | 2021             | 2015   | 2021     | Régine Anglard |        | PS     | Conseillère municipale de Terrasson-Lavilledieu                                                               |
| 2015             | 2021             | 2015   | 2021     | Michel Lajugie |        | PCF    | Ancien agriculteur Maire de Saint-Geniès depuis 2008 Ancien conseiller général du canton de Salignac-Eyvigues |
| 2021             | 2028             | 2021   | en cours | Régine Anglard |        | PS     | Conseillère sortante, 10e vice-présidente chargée de la culture, de la langue et culture occitanes            |
| 2021             | 2028             | 2021   | en cours | Michel Lajugie |        | PCF    | Conseiller sortant, 7e vice-président chargé de la solidarité - personnes âgées                               |

### Résultats détaillés

#### Élections de mars 2015
À l'issue du premier tour des élections départementales de 2015, deux binômes sont en ballottage : Régine Anglard et Michel Lajugie (PS, 41,06 %) et Marie-Laure Ferber et Frédéric Gauthier (DVD, 28,58 %). Le taux de participation est de 59,33 % (8 661 votants sur 14 597 inscrits) contre 60,04 % au niveau départemental et 50,17 % au niveau national.
Au second tour, Régine Anglard et Michel Lajugie (PS) sont élus avec 57,28 % des suffrages exprimés et un taux de participation de 58,91 % (4 468 voix pour 8 594 votants et 14 589 inscrits).

#### Élections de juin 2021
Le premier tour des élections départementales de 2021 est marqué par un très faible taux de participation (33,26 % au niveau national). Dans le canton de Terrasson-Lavilledieu, ce taux de participation est de 39,56 % (5 980 votants sur 15 118 inscrits) contre 40,86 % au niveau départemental. À l'issue de ce premier tour, deux binômes sont en ballottage : Régine Anglard et Michel Lajugie (PS, 46,01 %) et Jean-Marie Chanquoi et Gaelle Gauthier Lajonie (LR, 27,18 %).
Le second tour des élections est marqué une nouvelle fois par une abstention massive équivalente au premier tour. Les taux de participation sont de 34,3 % au niveau national, 41,41 % dans le département et 41,07 % dans le canton de Terrasson-Lavilledieu. Régine Anglard et Michel Lajugie (PS) sont élus avec 60,28 % des suffrages exprimés (3 434 voix pour 6 211 votants et 15 122 inscrits),,.

## Composition

### Composition avant 2015

Situation du canton de Terrasson-Lavilledieu dans l'arrondissement de Sarlat-la-Canéda en 2014.

Le canton de Terrasson-Lavilledieu regroupait seize communes.
| Nom                               | Code Insee | Codepostal | Superficie (km2) | Population (dernière pop. légale) | Densité (hab./km2) |
| --------------------------------- | ---------- | ---------- | ---------------- | --------------------------------- | ------------------ |
| Terrasson-Lavilledieu (chef-lieu) | 24547      | 24120      | 39,34            | 6 237 (2012)                      | 159                |
| La Bachellerie                    | 24020      | 24210      | 17,34            | 919 (2012)                        | 53                 |
| Beauregard-de-Terrasson           | 24030      | 24120      | 7,97             | 713 (2012)                        | 89                 |
| La Cassagne                       | 24085      | 24120      | 14,85            | 154 (2012)                        | 10                 |
| Châtres                           | 24116      | 24120      | 12,20            | 190 (2012)                        | 16                 |
| Chavagnac                         | 24117      | 24120      | 13,59            | 360 (2012)                        | 26                 |
| Coly                              | 24127      | 24120      | 8,01             | 228 (2012)                        | 28                 |
| Condat-sur-Vézère                 | 24130      | 24570      | 16,64            | 907 (2012)                        | 55                 |
| La Dornac                         | 24153      | 24120      | 15,86            | 414 (2012)                        | 26                 |
| La Feuillade                      | 24179      | 24120      | 3,97             | 746 (2012)                        | 188                |
| Grèzes                            | 24204      | 24120      | 5,88             | 199 (2012)                        | 34                 |
| Le Lardin-Saint-Lazare            | 24229      | 24570      | 10,85            | 1 862 (2012)                      | 172                |
| Pazayac                           | 24321      | 24120      | 6,84             | 847 (2012)                        | 124                |
| Peyrignac                         | 24324      | 24210      | 6,30             | 538 (2012)                        | 85                 |
| Saint-Rabier                      | 24491      | 24210      | 15,87            | 585 (2012)                        | 37                 |
| Villac                            | 24580      | 24120      | 20,61            | 255 (2012)                        | 12                 |

De 1905 à 1922, la commune de Bersac faisait partie du canton. En 1922, elle est intégrée à la commune du Lardin-Saint-Lazare.

### Composition à partir de 2015
Le canton de Terrasson-Lavilledieu se compose de vingt-huit communes. Il est composé de l'intégralité des communes de deux anciens cantons : ceux de Carlux et de Salignac-Eyvigues, auxquelles s'ajoutent neuf des seize communes issues de l'ancien canton de Terrasson-Lavilledieu. Le bureau centralisateur reste fixé à Terrasson-Lavilledieu. Les sept autres communes issues de cet ancien canton sont rattachées au canton du Haut-Périgord Noir (bureau centralisateur de Thenon).
Le 1er janvier 2017, le nombre de communes passe à vingt-sept, à la suite de la création d'une commune nouvelle, Les Coteaux Périgourdins, créée par la fusion de Chavagnac et Grèzes.
À la suite du décret du 5 mars 2020, la commune nouvelle Coly-Saint-Amand est entièrement rattachée au canton de la Vallée de l'Homme, le canton compte 26 communes.
Le 1er janvier 2022, le nombre de communes passe à vingt-quatre, à la suite de la création de la commune nouvelle de Pechs-de-l'Espérance par fusion de Cazoulès, Orliaguet et Peyrillac-et-Millac.
| Nom                                           | Code Insee | Intercommunalité                    | Superficie (km2) | Population (dernière pop. légale) | Densité (hab./km2) | Modifier                                    |
| --------------------------------------------- | ---------- | ----------------------------------- | ---------------- | --------------------------------- | ------------------ | ------------------------------------------- |
| Terrasson-Lavilledieu (bureau centralisateur) | 24547      | CC Terrassonnais Haut Périgord Noir | 39,34            | 6 262 (2022)                      | 159                | modifier les données · modifier les données |
| Archignac                                     | 24012      | CC du Pays de Fénelon               | 22,90            | 403 (2022)                        | 18                 | modifier les données · modifier les données |
| Borrèze                                       | 24050      | CC du Pays de Fénelon               | 27,37            | 352 (2022)                        | 13                 | modifier les données · modifier les données |
| Calviac-en-Périgord                           | 24074      | CC du Pays de Fénelon               | 14,52            | 541 (2022)                        | 37                 | modifier les données · modifier les données |
| Carlux                                        | 24081      | CC du Pays de Fénelon               | 13,31            | 655 (2022)                        | 49                 | modifier les données · modifier les données |
| Carsac-Aillac                                 | 24082      | CC du Pays de Fénelon               | 17,31            | 1 549 (2022)                      | 89                 | modifier les données · modifier les données |
| La Cassagne                                   | 24085      | CC Terrassonnais Haut Périgord Noir | 14,85            | 151 (2022)                        | 10                 | modifier les données · modifier les données |
| Condat-sur-Vézère                             | 24130      | CC Terrassonnais Haut Périgord Noir | 16,64            | 865 (2022)                        | 52                 | modifier les données · modifier les données |
| Les Coteaux Périgourdins                      | 24117      | CC Terrassonnais Haut Périgord Noir | 19,47            | 551 (2022)                        | 28                 | modifier les données · modifier les données |
| La Dornac                                     | 24153      | CC Terrassonnais Haut Périgord Noir | 15,86            | 404 (2022)                        | 25                 | modifier les données · modifier les données |
| La Feuillade                                  | 24179      | CC Terrassonnais Haut Périgord Noir | 3,97             | 797 (2022)                        | 201                | modifier les données · modifier les données |
| Jayac                                         | 24215      | CC du Pays de Fénelon               | 17,77            | 188 (2022)                        | 11                 | modifier les données · modifier les données |
| Nadaillac                                     | 24301      | CC du Pays de Fénelon               | 26,90            | 376 (2022)                        | 14                 | modifier les données · modifier les données |
| Paulin                                        | 24317      | CC du Pays de Fénelon               | 11,43            | 245 (2022)                        | 21                 | modifier les données · modifier les données |
| Pazayac                                       | 24321      | CC Terrassonnais Haut Périgord Noir | 6,84             | 803 (2022)                        | 117                | modifier les données · modifier les données |
| Pechs-de-l'Espérance                          | 24325      | CC du Pays de Fénelon               | 19,69            | 784 (2022)                        | 40                 | modifier les données · modifier les données |
| Prats-de-Carlux                               | 24336      | CC du Pays de Fénelon               | 13,00            | 487 (2022)                        | 37                 | modifier les données · modifier les données |
| Saint-Crépin-et-Carlucet                      | 24392      | CC du Pays de Fénelon               | 18,51            | 532 (2022)                        | 29                 | modifier les données · modifier les données |
| Saint-Geniès                                  | 24412      | CC du Pays de Fénelon               | 33,59            | 893 (2022)                        | 27                 | modifier les données · modifier les données |
| Saint-Julien-de-Lampon                        | 24432      | CC du Pays de Fénelon               | 13,24            | 657 (2022)                        | 50                 | modifier les données · modifier les données |
| Sainte-Mondane                                | 24470      | CC du Pays de Fénelon               | 9,63             | 301 (2022)                        | 31                 | modifier les données · modifier les données |
| Salignac-Eyvigues                             | 24516      | CC du Pays de Fénelon               | 43,48            | 1 184 (2022)                      | 27                 | modifier les données · modifier les données |
| Simeyrols                                     | 24535      | CC du Pays de Fénelon               | 9,26             | 256 (2022)                        | 28                 | modifier les données · modifier les données |
| Veyrignac                                     | 24574      | CC du Pays de Fénelon               | 9,54             | 325 (2022)                        | 34                 | modifier les données · modifier les données |
| Canton de Terrasson-Lavilledieu               | 2420       |                                     | 438,42           | 19 561 (2022)                     | 45                 | modifier les données                        |

## Démographie

### Démographie avant 2015
| 1962   | 1968   | 1975   | 1982   | 1990   | 1999   | 2006   | 2011   | 2012   |
| ------ | ------ | ------ | ------ | ------ | ------ | ------ | ------ | ------ |
| 11 316 | 12 439 | 13 584 | 14 076 | 13 962 | 13 867 | 14 656 | 15 163 | 15 154 |

### Démographie depuis 2015
En 2022, le canton comptait 19 561 habitants, en évolution de −0,66 % par rapport à 2016 (Dordogne : +0,37 %, France hors Mayotte : +2,11 %).
| 2013   | 2018   | 2022   |
| ------ | ------ | ------ |
| 19 677 | 19 728 | 19 561 |